# Metastelma martinicense
Metastelma martinicense är en oleanderväxtart som beskrevs av Rudolf Schlechter. Metastelma martinicense ingår i släktet Metastelma och familjen oleanderväxter. Inga underarter finns listade i Catalogue of Life.